# Gobioides africanus
Gobioides africanus é uma espécie de peixe da família Gobiidae e da ordem Perciformes.

## Morfologia
- Os machos podem atingir 12,9 cm de comprimento total.
- Número de vértebras: 26.[5][6]

## Habitat
É um peixe de clima tropical e demersal.

## Distribuição geográfica
É encontrado no Oceano Atlântico oriental: desde o Senegal até ao Golfo da Guiné (incluindo nas ilhas) e à República Democrática do Congo.

## Observações
É inofensivo para os humanos.